# Thetidia autumnalis
Thetidia autumnalis är en fjärilsart som beskrevs av Leo Schwingenschuss. Thetidia autumnalis ingår i släktet Thetidia och familjen mätare. Inga underarter finns listade i Catalogue of Life.